# Birija
Birija (hebrejsky בִּירִיָּה, v oficiálním přepisu do angličtiny Biriyya, přepisováno též Birya) je vesnice typu společná osada (jišuv kehilati) v Izraeli, v Severním distriktu, v Oblastní radě Merom ha-Galil.

## Geografie
Leží v nadmořské výšce 840 metrů, cca 40 kilometrů východně od břehů Středozemního moře na východním okraji kopců Horní Galileji, na jižním úbočí hory Har Birija, která tvoří spolu se sousedním kopcem Har Kana'an hlavní terénní prvek v tomto regionu. Severně od obce se okolo vrcholku Har Birija a dále k severu rozkládá velký lesní komplex Les Birija. Na západní straně terén spadá prudce do údolí vádí Nachal Amud, do kterého ústí ze svahů hory vádí Nachal Birija
Osada se nachází cca 120 kilometrů severovýchodně od centra Tel Avivu a cca 52 kilometrů severovýchodně od centra Haify. Nalézá se jen 1 kilometr severně od Safedu a je součástí jeho aglomerace. Birija obývají Židé, přičemž osídlení v tomto regionu je etnicky převážně židovské. Pouze 7 kilometrů na severozápad leží obec Džiš, kterou obývají izraelští Arabové.
Obec Birija je na dopravní síť napojena pomocí lokální silnice číslo 8900 a četných místních komunikací v rámci aglomerace Safedu.

## Dějiny

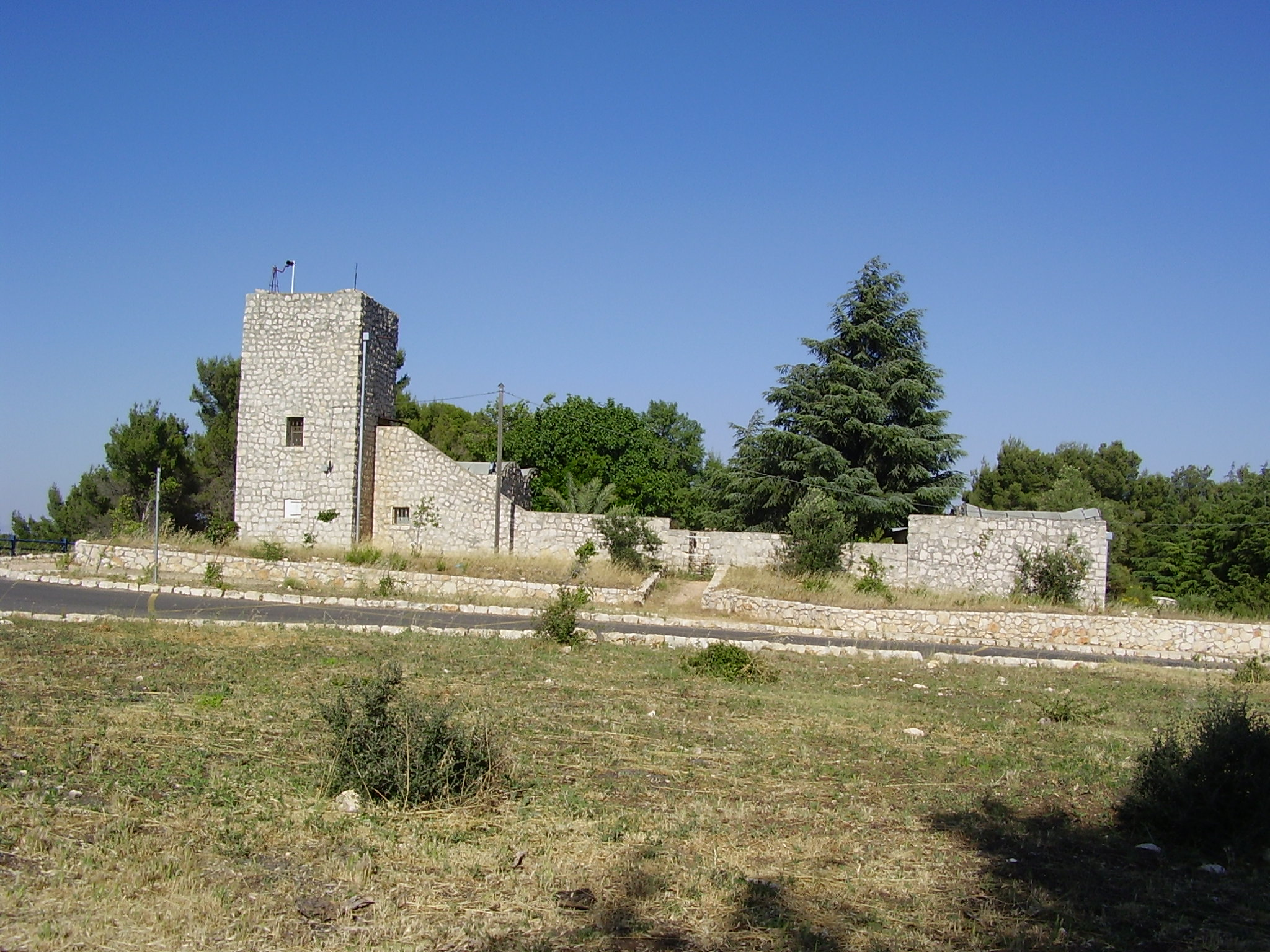
Pevnost Birija z roku 1945

Birija byla založena roku 1945. Na tomto místě se již v Talmudu zmiňuje židovské sídlo a tradice židovského osídlení zde byla udržena i během středověku. Římané místo nazývali Berai nebo Biri. Jméno tohoto starověkého sídla až do roku 1948 uchovávala arabská vesnice Birija stojící na místě nynější židovské Biriji. V roce 1931 v arabské vesnici žilo 170 lidí a stálo tu 38 domů. Během války za nezávislost v roce 1948 byla ale dobyta izraelskými silami a arabské osídlení tu skončilo. Zástavba pak byla z části zbořena. K dobytí arabské Biriji došlo koncem dubna 1948 v rámci Operace Jiftach, která byla směřována na ovládnutí regionu okolo Safedu.
Už několik desítek let předtím se ale v regionu objevilo i novodobé židovské osidlování. V roce 1908 severně od arabské vesnice Birija zakoupil 4000 dunamů (4 kilometry čtvereční) pozemků baron Edmond James de Rothschild. Roku 1922 se na nich usadili Židé, ale jejich osídlení zde nevydrželo.
V roce 1945 zde Židé obnovili svou přítomnost a jednotky Palmach tu zbudovaly Pevnost Birija (מצודת ביריה, Mecudat Birja) jako opevněný bod v strategicky významné horské pozici. Zřízení této výspy židovského osídlení se stalo v předmětem konfrontace mezi palestinskými Židy a britskými úřady. 28. února 1946 zatkli Britové po razii, při které zde objevili skrýš zbraní, veškeré osazenstvo pevnosti. Počátkem března 1946 pak pevnost obsadila britská posádka. Jenže 14. března k pevnosti dorazily na výzvu Hagany tisíce Židů z celé Palestiny a zřídili v jejím okolí provizorní stanový tábor.
Po válce za nezávislost a vzniku státu Izrael, kdy byl region okolo Safedu ovládnut židovskými silami, zde roku 1949 vznikl zemědělský mošav Birija osídlený židovskými přistěhovalci z Libye a Alžírska. Po několika letech ale byl podle některých pramenů opuštěn, třebaže v statistických výkazech zde stále byla evidována populace.
Roku 1971 byla vesnice nově osídlena skupinou tvořenou židovskými imigranty z Itálie. Zatímco původní vesnice se nalézala poblíž pevnosti Birija z roku 1945, roku 1971 byla Birija zbudována o 1,5 kilometru jižněji, v nynější lokalitě, na místě vysídlené arabské vesnice Birija, jejíž zástavba byla zčásti využita i novými obyvateli.
V Birija je k dispozici synagoga, obchod, sportovní areály a zařízení předškolní péče o děti. Základní škola je v Safedu. Ekonomika je založena stále více na turistickém ruchu, část obyvatel za prací dojíždí. Vesnice má výhledově projít další stavební expanzí o 120 bytových jednotek.

## Demografie
Obyvatelstvo Birija je smíšené, tedy sekulární i nábožensky orientované. Podle údajů z roku 2014 tvořili populaci v Birija Židé (včetně statistické kategorie "ostatní", která zahrnuje nearabské obyvatele židovského původu ale bez formální příslušnosti k židovskému náboženství).
Jde o menší sídlo vesnického typu s dlouhodobě rostoucím počtem obyvatel. K 31. prosinci 2014 zde žilo 812 lidí. Během roku 2014 populace stoupla o 3,8 %.
| Rok            | 1948 | 1961 | 1972 | 1983 | 1995 | 2001 | 2003 | 2004 | 2005 | 2006 | 2007 | 2008 | 2009 | 2010 | 2011 | 2012 | 2013 | 2014 |
| -------------- | ---- | ---- | ---- | ---- | ---- | ---- | ---- | ---- | ---- | ---- | ---- | ---- | ---- | ---- | ---- | ---- | ---- | ---- |
| Počet obyvatel | 120  | 277  | 364  | 374  | 595  | 696  | 791  | 780  | 772  | 763  | 782  | 789  | 720  | 738  | 766  | 771  | 782  | 812  |